# Maio
Maio is een eiland in de Atlantische Oceaan, dat tot Kaapverdië hoort. Het is het meest oostelijkste van de eilandgroep Sotavento, de benedenwindse eilanden. 

Maio is ook een van de 22 gemeentes van Kaapverdië. De hoofdplaats is Vila do Maio, ook wel Porto Inglês genoemd.

## Geografie

### Plaatsen op het eiland
Het eiland Maio is voor statistische doeleinden opgedeeld in de volgende plaatsen:
| - Alcatraz - Barreiro - Calheta - Cascabulho - Cidade do Porto Inglês | - Figueira - Monte Farenego - Morrinho - Morro - Pedro Vaz | - Pilão Cão - Praia Gonçalo - Ribeira Dom João - Santo António |

### Landschap
Maio is een vlak eiland met zoutpannen en weinig vegetatie. Ook heeft het eiland mooie witte stranden te bieden. De hoogste berg is de Monte Penoso (436 m).

## Geschiedenis
Maio dankt zijn naam aan het feit dat het op 1 mei (1460) voor het eerst door zijn naamgevers werd gezien.

## Vervoer

### Luchtvaart
Drie kilometer ten noorden van de hoofdplaats van het eiland Vila do Maio ligt de Luchthaven Maio: IATA: MMO, ICAO: GVMA. De luchthaven is bestemd voor binnenlands verkeer: 4 keer per week ontvangt de luchthaven vluchten vanuit de hoofdstad Praia.

### Taxi
Alle taxi´s in Kaapverdië hebben een bepaalde kleur. Voor het eiland Maio is dit x.

## Economie
Op het eiland wordt er vooral aan visserij gedaan, maar de komende tijd is er veel verandering in op het eiland. Zo zijn er nu in 2012 meer kantoorbanen en dat zal in de toekomst nog gaan veranderen.
Ook heeft het eiland een haven waar alle goederen voor het eiland ontvangen worden.

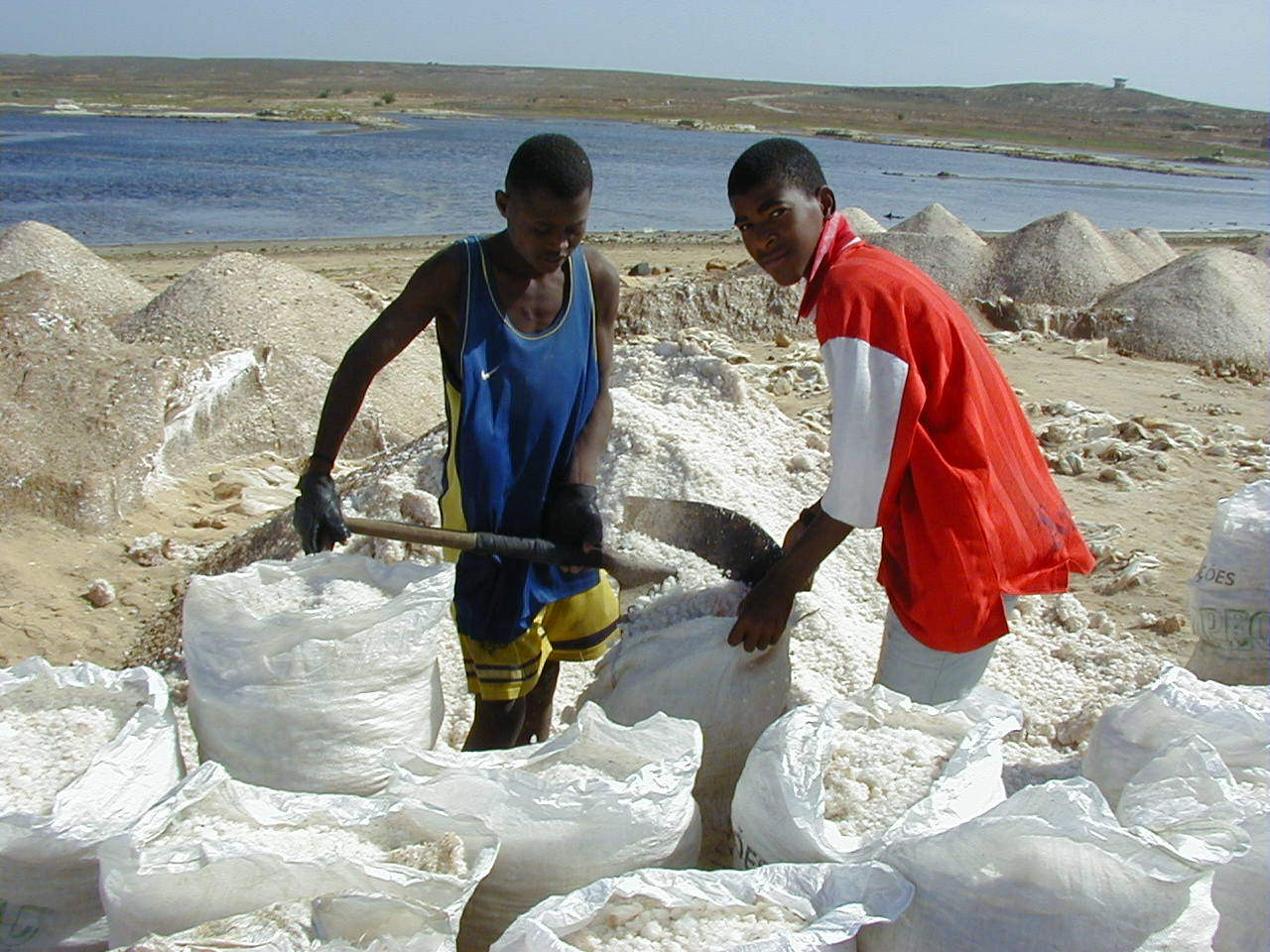
Zoutwinning op Maio

Barlavento-archipel: Boa Vista · Branco · Razo · Sal · Santa Luzia · Santo Antão · São Nicolau · São Vicente

Sotavento-archipel: Brava · Fogo · Maio · Santiago